# Lycosa transversa
Lycosa transversa là một loài nhện trong họ Lycosidae.
Loài này thuộc chi Lycosa. Lycosa transversa được Frederick Octavius Pickard-Cambridge miêu tả năm 1902.